# Gaio Caninio Rebilo (console 37)
Gaio Caninio Rebilo (in latino: Gaius Caninius Rebilus; 2 circa – 56) è stato un magistrato e senatore romano, console dell'Impero romano.

## Biografia
Discendente di un'antica famiglia di rango pretorio probabilmente originaria di Tusculum, Rebilo era bisnipote del primo console della famiglia, il Gaio Caninio Rebilo che fu console suffetto scelto da Cesare notoriamente per solo alcune ore del 31 dicembre del 45 a.C. Introdotta così tra i nobiles la famiglia, il nonno di Rebilo, Gaio Caninio Rebilo, poté diventare console suffetto nell'autunno del 12 a.C. morendo però in carica forse a causa di un'epidemia. Il padre di Rebilo sembra essere stato un altrimenti ignoto Gaio Caninio Rebilo, ricostruito per motivi cronologici come anello di congiunzione tra il console del 12 a.C. e Rebilo.
La carriera di Rebilo è perlopiù avvolta nel mistero. Forse edile nell'originaria Tusculum insieme al futuro console ordinario del 17 Gaio Celio Rufo, Rebilo fu sicuramente console suffetto da settembre a dicembre del 37 insieme ad Aulo Cecina Peto: Rebilo e Peto sembrano essere stati scelti in origine da Tiberio e confermati come suffetti da Caligola, che decise però di inserire se stesso e lo zio Claudio come consoli suffetti aggiuntivi nei mesi di luglio e agosto del 37, come immediati predecessori dei "tiberiani" Rebilo e Peto. Durante il consolato di Rebilo e Peto, il nuovo princeps Caligola ricevette, il 21 settembre, il titolo di pater patriae ma poi andò incontro ad una gravissima malattia, spesso considerata nelle fonti il punto di svolta del principato del giovane e in ogni caso portatrice di conseguenze che influenzarono i rapporti tra il princeps e i suoi principali consiglieri.
Dopo il suo consolato, Rebilo, insieme al console ordinario del 34 Paolo Fabio Persico, offrì un'ingente somma di denaro al pretore Gaio Giulio Grecino, padre del suocero di Tacito Gneo Giulio Agricola e in seguito ucciso da Caligola probabilmente nel 40/41, per aiutarlo nell'allestimento dei ludi pretorii: conscio della cattiva fama di Rebilo e Persico, Grecino rifiutò le offerte dei due consolari.
L'ultima notizia su Rebilo riguarda la sua morte, avvenuta nel 56. Tacito, che lo definisce come uomo ricchissimo e perito in ambito legale ma di pessima fama a causa delle sue libidini effeminate, afferma che Rebilo si suicidò tagliandosi le vene per sfuggire ai tormenti di una vecchiaia piagata dalla malattia, e pone il suo necrologio in contrapposizione a quello del virtuoso ultra-nonagenario Lucio Volusio Saturnino:
(Tacito, Annales, XIII, 30, 2 [trad. Bianca Ceva, BUR])